# Voetbal op de Olympische Zomerspelen 1992
Voetbal is een van de sporten die beoefend werden tijdens de Olympische Zomerspelen 1992 in Barcelona.

## Mannen

### Teams
Teams uit Europa konden zich kwalificeren via het Europees kampioenschap voetbal onder 21 - 1992.
Groep A: Italië, Koeweit, Polen en Verenigde Staten

Groep B: Colombia, Egypte, Qatar en Spanje

Groep C: Marokko, Paraguay, Zuid-Korea en Zweden

Groep D: Australië, Denemarken, Ghana en Mexico

### Scheidsrechters
Afrika
- Lim Kee Chong
- Mohamed Sendid

Azië
- Ali Bujsaim
- Kiichiro Tachi

Zuid-Amerika
- Juan Francisco Escobar
- Márcio Rezende
- José Torres Cadena

Noord- en Midden-Amerika
- Arturo Brizio Carter
- Arturo Ángeles

Europa
- Fabio Baldas
- Manuel Díaz Vega
- Philip Don
- Markus Merk
- Lyube Spasov

### Groepsfase

#### Groep A
| datum   | tijd  | land             |       | land             |
| ------- | ----- | ---------------- | ----- | ---------------- |
| 24 juli | 18:00 | Italië           | 2 – 1 | Verenigde Staten |
| 24 juli | 20:00 | Polen            | 2 – 0 | Koeweit          |
| 27 juli | 21:00 | Italië           | 0 – 3 | Polen            |
| 27 juli | 19:00 | Verenigde Staten | 3 – 1 | Koeweit          |
| 29 juli | 19:30 | Italië           | 1 – 0 | Koeweit          |
| 29 juli | 19:30 | Verenigde Staten | 2 – 2 | Polen            |

| Rang | Land             | Wed | W | G | V | DV | DT |    | Ptn |
| ---- | ---------------- | --- | - | - | - | -- | -- | -- | --- |
| 1    | Polen            | 3   | 2 | 1 | 0 | 7  | 2  | 5  | 5   |
| 2    | Italië           | 3   | 2 | 0 | 1 | 3  | 4  | -1 | 4   |
| 3    | Verenigde Staten | 3   | 1 | 1 | 1 | 6  | 5  | 1  | 3   |
| 4    | Koeweit          | 3   | 0 | 0 | 3 | 1  | 6  | -5 | 0   |

#### Groep B
| datum   | tijd  | land     |       | land     |
| ------- | ----- | -------- | ----- | -------- |
| 24 juli | 20:00 | Spanje   | 4 – 0 | Colombia |
| 24 juli | 20:00 | Egypte   | 0 – 1 | Qatar    |
| 27 juli | 21:00 | Spanje   | 2 – 0 | Egypte   |
| 27 juli | 19:00 | Colombia | 1 – 1 | Qatar    |
| 29 juli | 21:00 | Spanje   | 2 – 0 | Qatar    |
| 29 juli | 19:00 | Colombia | 3 – 4 | Egypte   |

| Rang | Land     | Wed | W | G | V | DV | DT |    | Ptn |
| ---- | -------- | --- | - | - | - | -- | -- | -- | --- |
| 1    | Spanje   | 3   | 3 | 0 | 0 | 8  | 0  | 8  | 6   |
| 2    | Qatar    | 3   | 1 | 1 | 1 | 2  | 3  | -1 | 3   |
| 3    | Egypte   | 3   | 1 | 0 | 2 | 4  | 6  | -2 | 2   |
| 4    | Colombia | 3   | 0 | 1 | 2 | 4  | 9  | -5 | 1   |

#### Groep C
| datum   | tijd  | land     |       | land       |
| ------- | ----- | -------- | ----- | ---------- |
| 26 juli | 21:00 | Zweden   | 0 – 0 | Paraguay   |
| 26 juli | 21:00 | Marokko  | 1 – 1 | Zuid-Korea |
| 28 juli | 19:00 | Zweden   | 4 – 0 | Marokko    |
| 28 juli | 21:00 | Paraguay | 0 – 0 | Zuid-Korea |
| 30 juli | 21:00 | Zweden   | 1 – 1 | Zuid-Korea |
| 30 juli | 21:00 | Paraguay | 3 – 1 | Marokko    |

| Rang | Land       | Wed | W | G | V | DV | DT |    | Ptn |
| ---- | ---------- | --- | - | - | - | -- | -- | -- | --- |
| 1    | Zweden     | 3   | 1 | 2 | 0 | 5  | 1  | 4  | 4   |
| 2    | Paraguay   | 3   | 1 | 2 | 0 | 3  | 1  | 2  | 4   |
| 3    | Zuid-Korea | 3   | 0 | 3 | 0 | 2  | 2  | 0  | 3   |
| 4    | Marokko    | 3   | 0 | 1 | 2 | 2  | 8  | -6 | 1   |

#### Groep D
| datum   | tijd  | land       |       | land      |
| ------- | ----- | ---------- | ----- | --------- |
| 26 juli | 19:00 | Denemarken | 1 – 1 | Mexico    |
| 26 juli | 19:00 | Ghana      | 3 – 1 | Australië |
| 28 juli | 19:00 | Denemarken | 0 – 0 | Ghana     |
| 28 juli | 21:00 | Mexico     | 1 – 1 | Australië |
| 30 juli | 19:00 | Denemarken | 0 – 3 | Australië |
| 30 juli | 19:00 | Mexico     | 1 – 1 | Ghana     |

| Rang | Land       | Wed | W | G | V | DV | DT |    | Ptn |
| ---- | ---------- | --- | - | - | - | -- | -- | -- | --- |
| 1    | Ghana      | 3   | 1 | 2 | 0 | 4  | 2  | 2  | 4   |
| 2    | Australië  | 3   | 1 | 1 | 1 | 5  | 4  | 1  | 3   |
| 3    | Mexico     | 3   | 0 | 3 | 0 | 3  | 3  | 0  | 3   |
| 4    | Denemarken | 3   | 0 | 2 | 1 | 1  | 4  | -3 | 2   |

### Kwartfinales
| datum      | tijd  | land   |              | land      |
| ---------- | ----- | ------ | ------------ | --------- |
| 1 augustus | 21:30 | Polen  | 2 – 0        | Qatar     |
| 1 augustus | 19:00 | Spanje | 1 – 0        | Italië    |
| 2 augustus | 21:30 | Zweden | 1 – 2        | Australië |
| 2 augustus | 19:00 | Ghana  | 4 – 2 (n.v.) | Paraguay  |

### Halve finales
| datum      | tijd  | land   |       | land      |
| ---------- | ----- | ------ | ----- | --------- |
| 5 augustus | 21:30 | Polen  | 6 – 1 | Australië |
| 5 augustus | 19:00 | Spanje | 2 – 0 | Ghana     |

### Bronzen finale
| datum      | tijd  | land      |       | land  |
| ---------- | ----- | --------- | ----- | ----- |
| 7 augustus | 20:00 | Australië | 0 – 1 | Ghana |

### Finale
| datum      | tijd  | land  |       | land   |
| ---------- | ----- | ----- | ----- | ------ |
| 8 augustus | 20:00 | Polen | 2 – 3 | Spanje |

### Eindrangschikking
| Goud | Zilver | Brons |
| Spanje José Amavisca Rafael Berges Santiago Cañizares Abelardo Albert Ferrer Josep Guardiola Miguel Hernández Antoni Jiménez Mikel Lasa Juan Manuel López Javier Manjarín Luis Enrique Kiko Alfonso Antoni Pinilla Francisco Soler Gabriel Vidal Roberto Solozábal David Villabona Francisco Veza | Polen Dariusz Adamczuk Marek Bajor Jerzy Brzęczek Marek Koźmiński Dariusz Gęsior Marcin Jałocha Tomasz Łapiński Tomasz Wałdoch Aleksander Kłak Andrzej Kobylański Ryszard Staniek Wojciech Kowalczyk Andrzej Juskowiak Grzegorz Mielcarski Piotr Świerczewski Mirosław Walogóra Dariusz Kosela Arkadiusz Onyszko Dariusz Szubert Tomasz Wieszczycki | Ghana Yaw Acheampong Simon Addo Sammi Adjei Maxwell Konadu Mamood Amadu Isaac Asare Frank Amankwah Nii Lamptey Bernard Aryee Kwame Ayew Mohammed Gargo Mohammed Kalilu Ibrahim Dossey Samuel Kuffour Samuel Kumah Anthony Mensah Alex Nyarko Yaw Preko Shamo Quaye Oli Rahman |